# Thomisus jocquei
Thomisus jocquei es una especie de araña cangrejo del género Thomisus, familia Thomisidae. Fue descrita científicamente por Dippenaar-Schoeman en 1988.

## Distribución
Esta especie se encuentra en Malaui.